# Paseo marítimo de Torremolinos
El Paseo marítimo de Torremolinos es un paseo marítimo que bordea la costa de la ciudad española de Málaga.

## Historia
Las obras de lo que se conoce actualmente como paseo marítimo comenzaron en 1966, en El Bajondillo.Este paseo marítimo se originó en una época de auge turístico en Andalucía, durante la segunda mitad del siglo XX. La construcción de hoteles, viviendas y complejos turísticos hizo necesario un nuevo trazado urbanístico, dando lugar a zonas como la calle San Miguel, la Costa del Sol y numerosos paseos cercanos a la costa.

## Descripción
El Paseo Marítimo de Torremolinos mide aproximadamente 6 km, y está equipado con carril bici. Su parte más oriental recibe el nombre de Paseo Marítimo de Los Álamos, mientras que la occidental se denomina Paseo Marítimo de La Carihuela. A lo largo de todo el paseo hay chiringuitos, bares, supermercados y varias cadenas hoteleras, como por ejemplo el Meliá Costa del Sol, el hotel Isabel o los hoteles Sol Torremolinos.